# Atrichopogon pecteniventris
Atrichopogon pecteniventris är en tvåvingeart som beskrevs av Art Borkent 1997. Atrichopogon pecteniventris ingår i släktet Atrichopogon och familjen svidknott. Inga underarter finns listade i Catalogue of Life.